# 溫公齋煲
溫公齋煲，又叫溫公齋、溫公粗齋煲、南乳溫公齋煲和溫公炆素齋，為中國廣東、香港和澳門地區常見的煲仔菜。材料有冬菇、粉絲、腐竹、椰菜及四季豆，溫公齋煲一詞有三個出處：
第一是古代的故事，以前有一位文官叫溫公，一天來到一間廟宇品嘗到一味用南乳炆成粗齋菜。溫公回府叫廚師烹煮這個齋煲，並加多較貴價的材料如金針及雲耳。
另一個是起源1970年代的香港，當時溫姓的華僑日報老總到中環的陸海通飯店，叫師傅發辦炮製一味齋菜，師傅於是炮製了一味「瓜棚大會」，他非常喜歡，後來該飯店便以「溫公齋煲」來命名。
而廣東番禺叫南乳為「溫公」。